# Eugenia fugax
Eugenia fugax là một loài ruồi trong họ Tachinidae.